# Ahmed Balafrej
Ahmed Balafrej (5 septembre 1908 - 14 avril 1990 ; en arabe : أحمد بلافريج, en tamazight : ⵃⵎⴰⴷ ⴱⴰⵍⴰⴼⵕⴵ) est un homme politique, et homme d'État marocain. Il est un acteur majeur de la lutte pour l'indépendance du Maroc, dont il est, une fois l'Indépendance acquise, le fondateur de la diplomatie marocaine moderne. 
Ahmed Balafrej est l'architecte de l'unité du Mouvement nationaliste marocain, fondateur du parti de l'Istiqlal, qui amène à l'indépendance du Maroc le 2 mars 1956 et dont il est secrétaire général de 1943 à 1960.
Plus diplomate et homme d'État qu'homme de parti, il met de la distance, après un passage au poste de Président du Conseil en 1958, entre lui et les crises et scissions qui secouent l'Istiqlal au lendemain de l'Indépendance.
Il abandonne toute charge publique en 1972, sans avoir, de son vivant, livré témoignage de sa participation directe à l'histoire du Maroc.
Comme nombre de ses amis de l'époque, il s'en est disculpé en évoquant la disparition de ses archives dans les multiples perquisitions policières qui ont violenté son long combat pour l'indépendance du Maroc.

## La construction d'une conscience nationaliste

### Descendant d'hornacheros
Ahmed Balafrej est né en 1908 dans une famille de notables de la médina de Rabat, alors petite cité de moins de cinquante mille habitants. Son nom de famille le rattache aux descendants des trois mille hornacheros musulmans d'Estrémadure expulsés d'Espagne et débarquant sur une plage de Rabat au printemps 1610, et qui y fondèrent la légendaire république du Bouregreg.

### Une éducation exceptionnelle

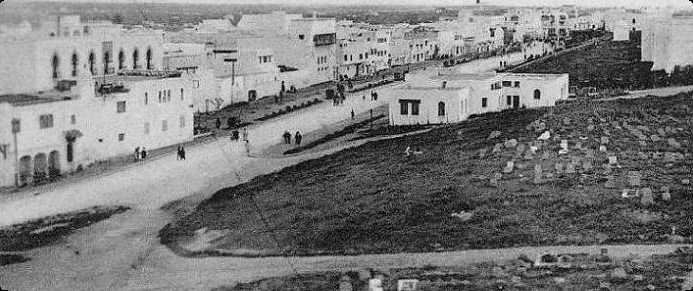
Rabat 1916: l'école des fils de notables sur le Bd Laalou.

Sa famille finance ses études primaires à l'école des notables de Bab Laâlou, puis ses études secondaires au Collège musulman de Rabat, futur collège Moulay Youssef. Le système colonial ne lui permettant pas de le passer à Rabat, il obtient son baccalauréat à Paris au Lycée Henri-IV.
Il parfait ses études arabes à l'Université Fouad I du Caire pendant l'année 1927, puis de retour à Paris à la Faculté de la Sorbonne (licence ès lettres, diplôme de sciences politiques) de 1928 à 1932.
Cette formation intellectuelle, exceptionnelle sous le Protectorat (53 bacheliers marocains entre 1920 et 1934), construit sa conscience nationale, puis son engagement nationaliste.
Mai 1926, c'est l'écrasement sanguinaire de la république du Rif, dernier acte de résistance armée à la colonisation. Balafrej, comme ses jeunes compagnons, prend acte de la supériorité militaire de l'occupant et table sur la patiente usure du totalitarisme colonial jusqu'à son autodestruction. Il devient « l'architecte » de l'organisation politique de la revendication nationaliste. Il le restera jusqu'au lendemain de l'Indépendance.
Dès août 1926, il crée « la Société des amis de la vérité » à Rabat, première forme d'organisation nationaliste marocaine, autant société secrète que club de discussion politique.
Ses études d'histoire à La Sorbonne, à l'époque cursus idéal à toute carrière diplomatique qu'il débute en décembre 1927 marquent déjà ses ambitions d'homme d'un futur État marocain. Ce qui très naturellement l'amène à participer à la création de l'Association des étudiants musulmans nord-africains en France (AEMNAF) aux côtés de Mohamed Hassan Ouazzani, son cadet en études parisiennes, et du Tunisien Ahmed Ben Miled, et sise au quartier latin à Paris 115, boulevard Saint-Michel. Il y intègre, entre autres, Mohamed El Fassi et Abdelkhalek Torrès, figure emblématique du combat nationaliste dans le Maroc sous occupation espagnole. Dirigée par Ouazzani en 1929, puis Balafrej en 1930, elle est qualifiée par la police de l'époque d'« Association nationaliste », à la suite de sa décision de ne pas y accepter les étudiants maghrébins (principalement algériens, l’Algérie étant alors département français), qui auraient accepté la naturalisation française.

## La construction d'une stature nationale
Il a vingt-deux ans en 1930. Le Dahir berbère, imposé par l'autorité coloniale comme un premier pas vers l'administration directe, est dans le même temps destiné à casser l'agitation nationaliste qui anime les élites urbaines du Maroc.
Balafrej, depuis Paris, alerté par ses compagnons de Salé et informé du mouvement de protestation qui se développe dans les mosquées du Maroc, participe activement à l'internationalisation de la protestation.

### Rencontre avec Chekib Arslan
Pour cela, il rentre en relation à l'été 1930 avec l'émir druze Chekib Arslan, alors réfugié à Lausanne, et figure emblématique de la Nahda.
La personnalité et l'intelligence politique de ce grand leader et intellectuel syro-libanais de double culture occidentale et arabe ne peut que séduire Balafrej qui, orphelin de père et de mère, rencontre une paternité non seulement de caractère mais de conviction.
L'amitié passionnelle qui les lie dès lors, renforce son sentiment de légitimité à modifier le cours de l'histoire du Maroc, et, au-delà, de la nation arabe.
Il partage avec lui la conviction que l'offensive de désislamisation de la nation arabe, à laquelle le dahir berbère participe est un facteur déterminant de l'occupation coloniale.
Il s'ouvre au panarabisme.
En retour, il implique Chekib Arslan dans la protestation internationale contre le Dahir et l'appui à la revendication nationaliste maghrébine. Prolongeant un voyage en Andalousie, Arslan rencontre le 8 août 1930 à Tanger Balafrej, El Fassi, Benabdeljalil, avant d'entamer à Tétouan pendant dix jours une série de conférences à l'invitation de Haj Abdesslam Bennouna et de Abdelkhaleq Torrès. Sa visite sert à fédérer pour la première fois nationalistes du Nord et du Sud Maroc.
Par les tracts expédiés des villes, les tournées d’aumône prétexte à propagande ou les rassemblements au retour des pèlerins des lieux saints, les liens se tissent entre jeunes urbains et notabilités tribales des campagnes. En 1932, alors que violences policières et arrestations étouffent la contestation intérieure contre le Dahir, il développe la protestation de l'extérieur. Rencontrant de nouveau à Madrid Chekib Arslan lors du voyage de celui-ci au Maroc, il apporte son soutien à la création à Tétouan de l'« Association hispano-musulmane » créée par Abdesslam Bennouna à l'initiative du député de la jeune République espagnole José Franchi Roca ((es)).

### La revueMaghreb

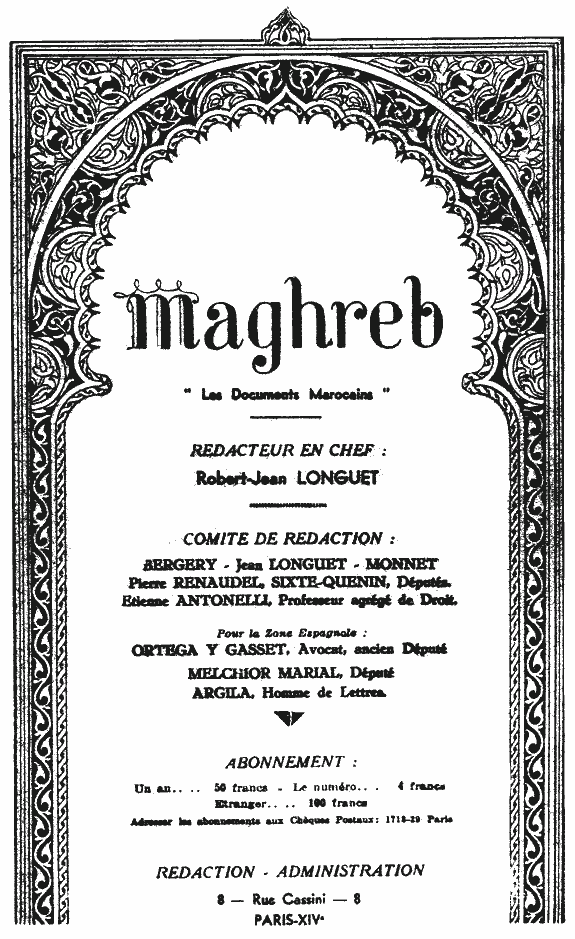
une de la revue Maghreb 1932 Paris.

La protestation contre le Dahir n'est qu'un des aspects de l'engagement de Balafrej et de ses compagnons. Robert-Jean Longuet, avocat parisien, anti-colonialiste et socialiste, reçoit au début 1932 la visite de Balafrej, Ouazzani et Ben Abdeljalil venus lui demander d'assurer la défense des nationalistes marocains harcelés par les autorités.
Cette demande se transforme en comité de rédaction de la revue francophone Maghreb. Si Longuet en assure la direction, Ahmed Balafrej en est le rédacteur le plus prolifique, avec El Ouazzani, Lyazidi et Omar Benabdeljalil. Entièrement financée par les cercles nationalistes, distribuée à plus de mille exemplaires au Maroc et en France dès juillet 1932, ses articles permettent à Balafrej de nouer ses premiers contacts avec les milieux politiques libéraux et socialistes français, mais aussi les sphères dirigeantes de la jeune république espagnole. Elle est interdite de diffusion au Maroc en 1934 au même titre que toute la presse d'inspiration nationaliste.
En dépit des vexations, et arrestations à l'intérieur, la campagne internationale de presse suscitée depuis Paris, le Caire et le Nord-Maroc oblige les autorités coloniales à vider le Dahir de tout sens en avril 1934.

## Du réformisme à la lutte pour l'Indépendance
Les années 1933-1934 voient l'apparition du Comité d'action marocaine, regroupement autour de cellules créées à Fès (Allal El Fassi et Mohamed Hassan El Ouazzani), Rabat (Ahmed Balafrej et Mohamed Lyazidi), Salé (Saïd Et Abdelkrim Hajji, Ahmed Maâninou, Mohamed Hassar, Boubker El Kadiri) et Tétouan (Abdesslam Bennouna, Abdelkhalek Torrès, Mohamed Daoud) des jeunes nationalistes urbains. Le CAM constitue le cœur historique du mouvement nationaliste marocain.

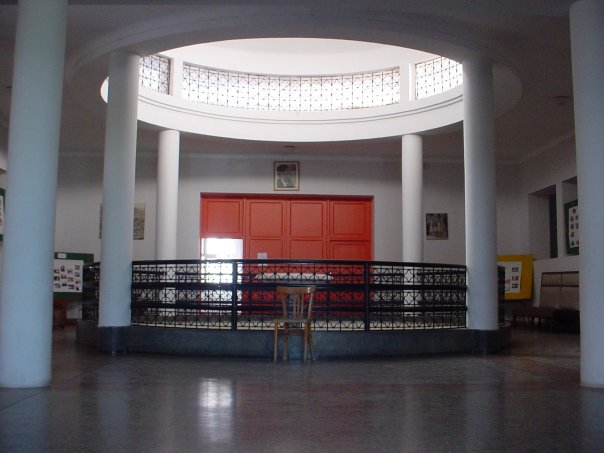
Hall du bâtiment de l'administration de l'École M'hammed Guessous, fondée par Ahmed Balafrej, dont on peut apercevoir le portrait au fond

Dès 1934, il participe à la rédaction de la plate-forme du CAM connue sous le nom de « Plan de Réforme ». Son nom n'apparaît pas dans le document, car il négocie dans le même temps l'autorisation d'ouvrir l'école M'hammed Guessous à Rabat, première école marocaine non coloniale bilingue, qui sera le creuset de la nouvelle élite marocaine de l'après-indépendance.
Ce document, un mémoire imprimé de 134 pages sur la politique française au Maroc, d'inspiration réformiste et qui ne contient alors aucune demande d'indépendance est publié en arabe puis en français en novembre 1934. Son argumentation, très juridique dans sa forme, demande simplement le respect par l'autorité coloniale de ses propres lois.
Ignoré des milieux de la gauche parlementaire parisienne, il ne reçoit aucun commentaire des autorités de la République française.
En février 1937, il devient le secrétaire général du CAM, remplaçant Mohamed Hassan El Ouazzani qu'une ambition inquiète au moins égale à celle de Allal El Fassi pousse à créer avec une petite poignée de militants sa propre organisation, qui deviendra bien plus tard le modeste PDI.
À l'interdiction du CAM par l'autorité coloniale, il répond par l'organisation en avril 1937 à Rabat du congrès clandestin du nouveau « Parti national ». Les incidents d'octobre 1937, entraînent arrestations, et bannissement des cadres dirigeants, dont Allal El Fassi exilé au Gabon pour neuf ans.
Ces évènements marquent l'abandon définitif par cette jeunesse nationaliste marocaine de l'espoir d'un quelconque partage du pouvoir avec les autorités coloniales.
Fin de l'occupation coloniale et indépendance totale, telles sont les conclusions tirées par l'ensemble de la société marocaine, paradoxalement privée pour cinq ans de ses activistes les plus efficaces.
Alors en cure en sanatorium en Suisse, Ahmed Balafrej échappe à la rafle. Il n'a que 29 ans et est un des rares chefs nationalistes à peu près libre de ses mouvements.

## De l'exercice de la diplomatie en temps de guerre
La défaite de la France en juin 1940 modifie l'équilibre des puissances coloniales. Comme tous les nationalistes des colonies françaises à la même époque, au milieu d'une guerre qui n'est pas la leur, Ahmed Balafrej en profite pour pousser le plus loin possible la cause de l'indépendance.

### Non à la collaboration avec l'Allemagne nazie
À l'été 1940, il s'installe à Tanger, que les autorités espagnoles, profitant de l'invasion de la France par l'armée allemande, annexent depuis le 14 juin 1940.
Les nouveaux maîtres des colonies, enivrés par leurs victoires militaires, affichent des intentions sinon illisibles, pour le moins équivoques. L'Italie fasciste revendique l'annexion de tout le Maghreb arabe, Maroc compris, alors que l'Allemagne nazie veut faire sortir l'Espagne fasciste de son neutralisme en lui concédant l'annexion de tout le Maroc. Dans le même temps, la propagande pro-nationaliste de Radio Berlin ou Radio Bari, relaient tous les actes de résistance nationaliste censurés par l'administration coloniale. Peu nombreux sont les esprits clairvoyants capables en cet automne 1940 de donner des directives claires au combat nationaliste. Balafrej assume ses responsabilités.
À l'instigation de Chekib Arslan, qui organise l'entrevue, il se déplace de Suisse à Berlin quelques jours en octobre 1940, pour signifier au ministère allemand des Affaires étrangères la nécessité de reconnaître au plus vite l'indépendance du Maroc.
« Je suis en train de voir à quelle sauce nous serons mangés, mais je puis vous dire dès à présent : ne vous laissez pas prendre au chant de la sirène allemande » écrit-il dans un courrier adressé à ses compagnons.
Il est de ces figures du nationalisme arabe qui s'opposent catégoriquement à toute alliance avec le nazisme, refusant par avance tout soutien des forces de l'Axe, qui de toute manière ne viendra jamais.

### L'entrevue d'Anfa

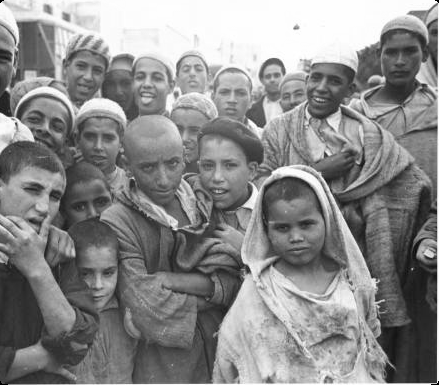
Enfants de la guerre : misère et famine.

Il revient clandestinement au Nord Maroc fin 1940, avant d'être de nouveau autorisé en décembre 1942 à circuler dans son pays, à la faveur de l'opération Torch, qui au prix de 1 800 morts permet le débarquement des troupes anglo-américaines sur les côtes casablancaises.
La population marocaine, en cette fin 1942, est dans un état général alarmant, en situation de quasi-famine, aggravée par une épidémie de typhus qui décime villes et campagnes. L'alimentation est rationnée, odieusement plus pour les Marocains que pour les colons ; l'administration coloniale, dont la parenthèse pétainiste a durablement exacerbé le racisme anti-arabe, musulmans et juifs confondus passe sous le contrôle du gouvernement de la France Libre du Général de Gaulle. Hormis de timides approches, vite rompues, en 1943 avec Allal El Fassi toujours en exil, c'est plutôt par la surveillance de la sécurité militaire que se poursuit le contact entre nationalistes et nouvelles autorités coloniales.

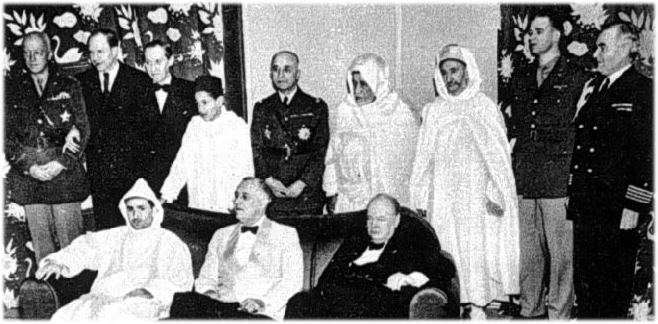
Janvier 1943: Entretiens de Mohamed V et Roosevelt dans sa villa d'Anfa.

La nouvelle donne vient du sultan qui rencontre le 22 janvier 1943 en tête-à-tête le président Roosevelt, en marge de la conférence d'Anfa.
Assuré du soutien américain au rétablissement de la monarchie, il décide dès cette date d'assumer publiquement la revendication indépendantiste. Il s'y tiendra jusqu'à l'indépendance.

## L'indépendance: une question de temps

### le Manifeste de l'indépendance
En 1944, ayant intelligemment anticipé le processus de décolonisation que les Anglos-Français allaient inévitablement engager après leur victoire sur l'Allemagne nazie, il est le rédacteur historique du Manifeste de l'indépendance (Ouatiqate al-Istiqlal) signé par 67 de ses amis nationalistes et contribue à la fondation du parti de l'Istiqlal en 1944, dont il devient le premier secrétaire.
Soumise publiquement au sultan le 11 janvier 1944, cette première revendication publique de l'Indépendance entraîne, le 28 janvier 1944, son arrestation par la sécurité militaire française aux ordres de Philippe Boniface, ainsi que celle de 17 des signataires, au motif... d'intelligence avec l'ennemi. L'explosion de colère qui suit fait soixante morts, et n'empêche pas, après quatre mois de prison sans jugement, son exil en Corse en mai 1944. Seul son état de santé fait d'ailleurs renoncer les autorités à l'exiler à Madagascar, après l'avoir menacé de la peine de mort dans un procès vidé de toute raison et qui ne verra jamais le jour.
Amnistié et de retour au Maroc en juin 1946, il fonde en septembre le premier quotidien national arabophone, Al Alam, dont il est le premier rédacteur en chef.
En 1947, à l’issue du discours historique du sultan Mohamed V où ce dernier se rallie officiellement aux thèses indépendantistes, le lobby colonial français fait pression pour imposer le général Juin, extrémiste colonial, comme Résident général au Maroc.

### Internationalisation de la cause marocaine
Dès 1947, Ahmed Balafrej met sa famille à l'abri à Tanger, puis à Madrid, à partir de laquelle il mène une campagne diplomatique aux États-Unis, en Suisse, en France et en Espagne afin d'y promouvoir la cause marocaine.
Secrétaire général du Parti de l'Istiqlal, il est surtout, pour ceux qui l'ont côtoyé à cette époque, le ministre des affaires étrangères du Maroc indépendant avant l'heure.
Il accorde la priorité à l'internationalisation de la cause nationale et poursuit l'offensive diplomatique pour la reconnaissance de l'indépendance.
Il anime notamment à New York le « Bureau marocain d'Information et de Documentation », véritable porte-parole de la cause marocaine, dont il pilotera les communiqués y compris lors de ses fréquents voyages.
Sa stratégie, en partie payante, consiste à obliger le gouvernement français à négocier l'abandon de ses prérogatives en matière de police, de diplomatie, de monnaie et d'armée à toute autorité marocaine souveraine dans des frontières internationalement reconnues.
Protégé par un passeport diplomatique pakistanais, il obtient rapidement le soutien des pays non-alignés. Il doit par contre batailler ferme pour convaincre la diplomatie américaine de transférer de son allié français à un pouvoir marocain indépendant la défense de ses intérêts stratégiques en Méditerranée, en pleine guerre froide,
Ainsi en octobre 1953, il défend la cause du Maroc indépendant devant l'assemblée générale des Nations unies. Le vote d'une résolution demandant l'autodétermination du Maroc est adoptée par l'Assemblée générale des Nations unies. Cette décision est à replacer dans le contexte de l'officialisation du concept de non-alignement six mois plus tard à la réunion de Colombo, prélude à la conférence de Bandung qui fait prendre conscience aux autorités françaises que l'indépendance est inéluctable.
En décembre 1952, la violente manifestation des carrières centrales de Casablanca, en protestation contre l'assassinat terroriste du chef syndicaliste tunisien Ferhat Hached, est le prétexte exploité pour décapiter le mouvement national, toutes organisations confondues. La troupe fusille les manifestants faisant une centaine de morts, emprisonne quelque quatre cents cadres du parti de l'Istiqlal, exile ses quarante plus hauts responsables. Le sultan lui-même est exilé avec sa famille à Madagascar en 1953.

### La politique par les armes
Depuis 1952, mais particulièrement en 1954, la répression violente de toute expression publique indépendantiste, la fuite à l'étranger ou la clandestinité des principaux cadres dirigeants du parti de l'Indépendance, l'aide militaire soviétique très opportuniste au nationalisme égyptien triomphant favorisent la naissance d'une résistance armée.
La « politique par les armes » vient concurrencer « les armes de la politique ».
Se jouant de la tolérance de l'occupant espagnol du Nord-Maroc, s'organisent à Tetouan les premiers groupes de jeunes résistants. Puis progressivement, autour de Nador, avec le soutien des premiers chefs du FLN algérien, se constitue une Armée de Libération du Maroc (ALM) qui, fin 1955, opère sur un territoire d'une centaine de kilomètres du Rif au Moyen Atlas. Le contrôle de ces groupes armés devient un enjeu stratégique pour les acteurs de l'indépendance : parti de l'Istiqlal (Allal El Fassi, Ben Barka, Torres), émissaires de la famille royale (Dr Khatib), ou irrédentistes (Sanhaji, Mesaadi).
Par conviction autant que par caractère, Balafrej privilégie les armes de la diplomatie.
Contrairement à Allal el Fassi qui, du Caire, se revendique chef de la résistance secrète, il maintient une distance avec l'action armée, mais sans jamais la condamner .
Jamais il ne prend parti dans les violents affrontements pour le contrôle des groupes armés qui émaillent les premières années de l'indépendance.

### Les armes de la politique: les négociations de l'indépendance
Incapable de résister aux pressions internationales, notamment américaines, Paris se cherche au Maroc des interlocuteurs avec qui fabriquer une autorité marocaine certes indépendante mais docile, et maintenir sa présence militaire sur tout le Maghreb pour jouer à égalité avec la puissance atlantiste américaine.

### La France négocie avec l'Istiqlal
Ainsi en août 1955, s'inspirant des négociations avec Bourguiba qui amènent à l'indépendance de la Tunisie, le gouvernement français décide de négocier avec le parti de Balafrej et de ses compagnons, considérés jusque-là comme des extrémistes.
Une délégation française de cinq ministres conduite par Edgar Faure rencontre à Aix-les-Bains, après quelques notabilités collaboratrices, ou opportunistes, ou peu représentatives comme le PDI, une délégation de l'Istiqlal conduite par le jeune Abderrahim Bouabid. N'ayant pas été autorisé à séjourner en France, Balafrej, depuis Genève où la délégation se concerte quotidiennement, suit et oriente les pourparlers.
Conscient des risques de généralisation de la violence politique, autant que du hold-up possible de l'indépendance par quelques influents notables tribaux, il fixe les priorités du parti de l'Indépendance : retour d'exil du sultan comme préalable non négociable, puis constitution, sous l'autorité du sultan, d'un gouvernement de transition, enfin abrogation du traité colonial de Fès de 1912. C'est ce scénario que l'Histoire retient.

### L'Istiqlal accompagne la monarchie
Sans son inflexibilité et celle des négociateurs de l'Istiqlal, jamais le Maroc n'aurait accueilli le retour du sultan Mohamed V et de sa famille de son exil forcé début novembre 1955. Cette dette que lui doit la famille royale, explique pour partie la fidélité singulière qu'il entretient avec le sultan Mohamed V, puis son fils Hassan II, jusqu'au divorce de 1972.
En novembre 1955, le sultan du Maroc et le prince Hassan reviennent au Maroc. Leur retour triomphal dont la mémoire populaire garde le souvenir encore aujourd'hui, est organisé et protégé par le trémulant Ben Barka, efficace « intendant » du parti de l'Istiqlal. La famille royale, assaillie de témoignages individuels d'allégeance ou de ralliement, prend conscience de la représentativité incontestable du parti dont Balafrej est le stratège.
S'engage une compétition pour le contrôle du pouvoir exécutif où Balafrej tente d'amener le sultan à composer le gouvernement de transition en fonction d'un programme et non d'un équilibre de rivalités dont le cabinet royal serait l'arbitre. Le 22 novembre 1955, il convoque et obtient à Madrid l'accord des dirigeants historiques de l'Istiqlal, y compris Allal el Fassi à qui l'oppose une rivalité personnelle de notoriété publique, sur le programme assigné au gouvernement provisoire que le sultan s'apprête à constituer.

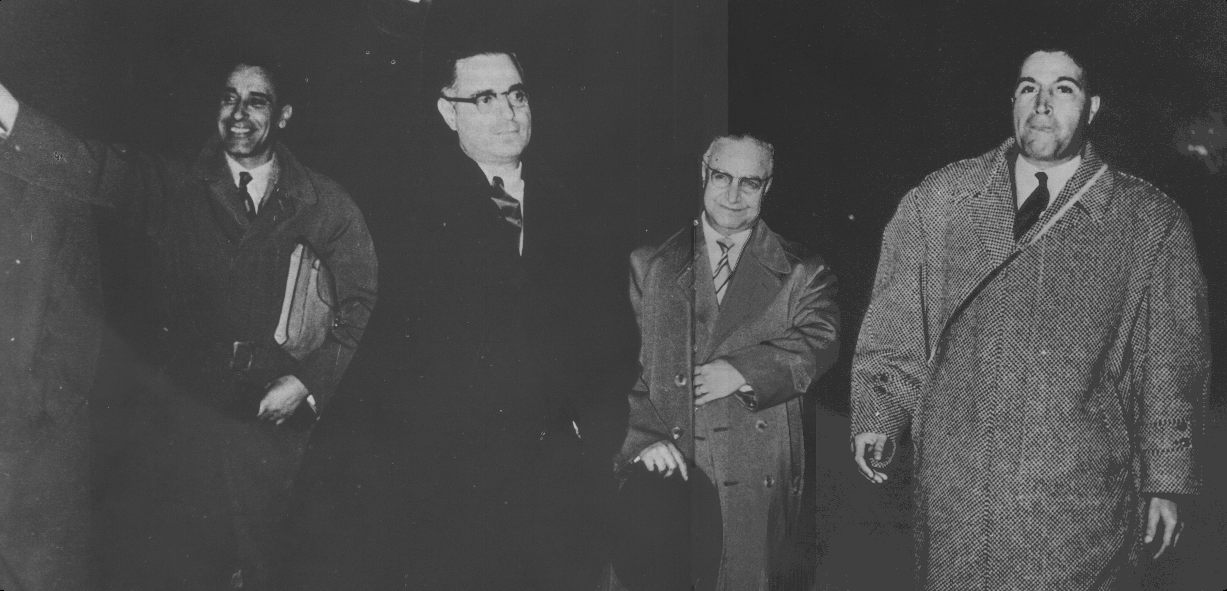
De gauche à droite : Bouabid, Balafrej, Abdeljalil, Benjelloun rentrent d'exil en novembre 1955.

Rapidement, son retour d'exil avec ses compagnons le 25 novembre 1955, et le congrès extraordinaire du parti de l'Istiqlal qu'il organise à Rabat en décembre 1955 et qui le confirme à son poste de secrétaire général, autorise la promulgation du premier gouvernement marocain de transition. La voie s'ouvre de l'abrogation du traité de Fès et de la déclaration d'indépendance du royaume du Maroc, le 2 mars 1956.
Esprit moderniste, inspiré autant par la pensée d'un Chekib Arslan que d'un Djemâl ad-Dîn al-Afghânî, il sut capter et intégrer dans son combat politique la rigueur morale de Français anti-coloniaux tels que Robert-Jean Longuet, Daniel Guérin, Charles André Julien, François Mauriac, autant que le respect d'hommes politiques français (Edgar Faure ou Pierre Mendès France).

## Une certaine idée du Maroc

### Construire la voix du Maroc dans le monde
En mars 1956, l'indépendance confie le pouvoir à un gouvernement de compromis où son parti accepte de ne compter que 9 ministres sur 21, conformément aux accords de La Celle-Saint-Cloud.
Le prince Hassan prend le commandement de la nouvelle Armée nationale, secondé par le capitaine Oufkir, fils de collaborateur et ancien gradé de l'Armée française.
Désormais indépendant, le Maroc doit d'urgence organiser la représentation internationale de ses intérêts. Le 26 avril 1956, Ahmed Balafrej devient officiellement le premier ministre des Affaires étrangères du royaume du Maroc indépendant. Il est reconduit à ce poste dans le second gouvernement de M'barek Bekkai.
Il est le vrai fondateur et initiateur de la diplomatie marocaine. C'est lui qui ouvre les premières ambassades du Maroc à l'étranger, qui installe les premiers consulats et qui concrétise l'adhésion du Maroc aux grandes organisations internationales dont l'ONU en juillet 1956, La Ligue des États Arabes et l’organisation de l’Unité Africaine.
-

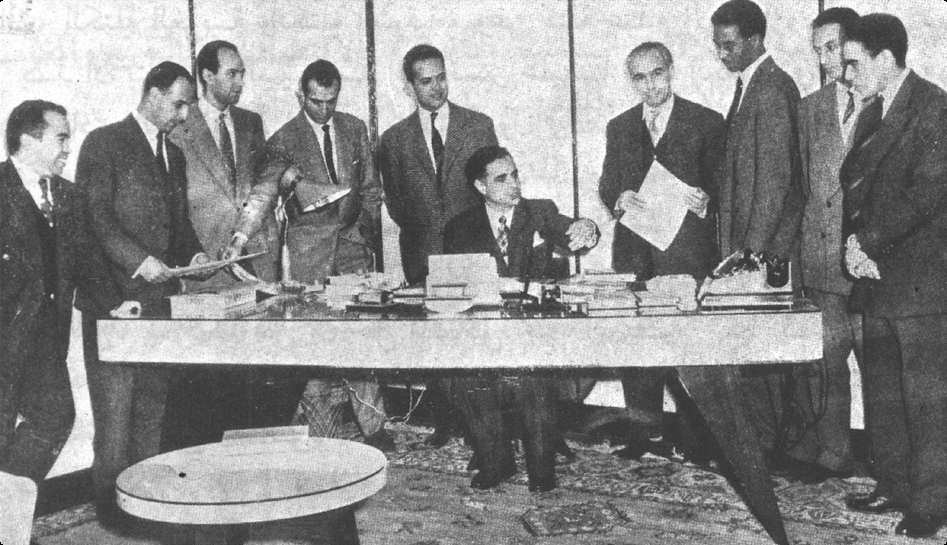
1956, premier ministère des Affaires étrangères. Balafrej et ses collaborateurs

Sa première mission est la signature de la convention franco-marocaine du 20 mai 1956 consacrant la fondation d'une diplomatie marocaine affranchie de la tutelle française. Puis s'ajoutent la libération de Tarfaya négociée avec l'Espagne, alors colonie espagnole, ainsi que le retour de Tanger sous autorité marocaine.

### Construire un État dans l'urgence
Sans cadres expérimentés, dépendant des flux commerciaux et financiers d'une France dont il s'émancipe, assurant sa sécurité intérieure par l'intermédiaire d'un parti de l'Istiqlal aux penchants autoritaristes hérités des années de clandestinité, le gouvernement Bekkaï ne résiste pas aux affrontements de clans et de personnes.
Le sultan se résout à nommer le 12 mai 1958 Balafrej président du Conseil du premier et unique gouvernement intégralement istiqlalien de l'histoire du Maroc. Jusqu'au 2 décembre 1958, il œuvre à la construction d'une monarchie constitutionnelle moderne pour le Maroc.
Une de ses actions marquantes est la promulgation du code des libertés publiques et du droit d'association, largement inspiré du code républicain français en la matière.
Cette loi, bien que très largement violée depuis son édition, n'a jamais été remise en cause.
Elle reste le fondement juridique et la singularité marocaine autant du multipartisme que de l'existence légale d'organisations non gouvernementales, creuset potentiel d'une société civile en devenir.
Il affiche une position nationaliste intransigeante en ce qui concerne les présences militaires françaises et américaines sur le sol marocain mais sans avoir réellement les moyens de sa politique.
C'est le prince Hassan, devenu le roi Hassan II, en sa qualité de chef d'état-major des Armées, qui négocie personnellement et obtient l'évacuation, définitive en 1960 pour les militaires français, en 1963 pour les bases américaines présentes sur le sol marocain.

## De sa fidélité aux années d'exil au jugement de l'Histoire
Une situation de violence politique secoue le Maroc nouvellement indépendant en cette fin d'année 1958. Dessaisi du contrôle de la nouvelle armée commandée par le prince Moulay Hassan, éloigné de l'appareil exécutif du parti et des violentes luttes de clans qui le secouent, forcé de négocier pied à pied et au moindre coût la récupération des prérogatives encore sous contrôle des ex-puissances coloniales, le Premier ministre Balafrej en tire les conséquences et présente la démission de son gouvernement.
L'unité du Mouvement national qu'il incarnait vole en éclats avec la série de scissions dès janvier 1959. L'épilogue de ce demi-siècle de combat pour l'indépendance du Maroc est scellé avec la suppression, sur proposition d'Allal El Fassi, de son poste de secrétaire général du Parti de l'Istiqlal au congrès de janvier 1960.
En 1962, il est une nouvelle fois nommé brièvement par Hassan II ministre des Affaires étrangères, puis de 1963 à 1972, représentant personnel du Roi, fonction protocolaire en marge d'un ministère des Affaires étrangères contrôlé par les hommes de confiance du Cabinet royal,,,. Il est à ce jour le seul à s'être vu attribuer cette fonction qui, tout en rendant hommage à ses qualités d'homme d'État, « dépolitise » l'ancienne tête d'un parti en rivalité d'hégémonie avec le Palais.
En 1972, l'arrestation arbitraire par la police politique dirigée par le Général Oufkir de son fils Anis, activiste moderniste, le font démissionner de toutes ses fonctions officielles.
Il reste un des seuls hommes politiques marocains ayant eu le courage d'imposer sa démission dans un système politique où cet acte de liberté individuelle reste inconcevable.
De cette date, il se retire de toute activité politique, et s'éteint en mai 1990 à Rabat des suites d'une longue maladie.
Lieu choisi par lui de son vivant, il repose à l'intérieur de la mosquée Moulay Mekki au cœur de la Médina de Rabat, comme pour signifier aux générations futures que ce combat d'une vie s'inscrit dans la continuité de celui de ses ancêtres, pour la défense de la liberté de conscience et de la culture islamique, pour l'égalité et la dignité du peuple marocain.

## Vie familiale

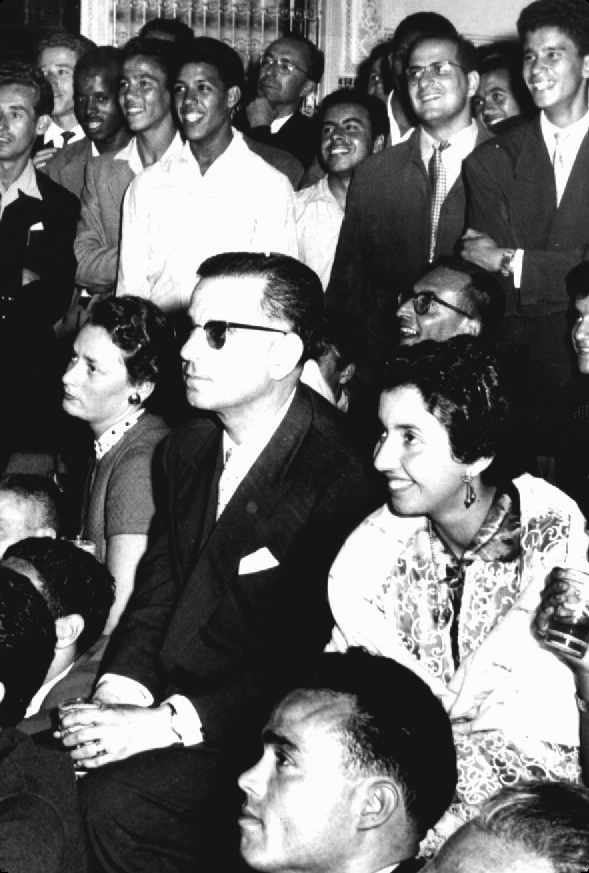
Collège d'Azrou 1957.

Ahmed Balafrej épouse Fatima Bennani, fille de Haj Jilali Bennani, notable nationaliste de Kénitra, emprisonné avec ses fils par les autorités coloniales, lui-même signataire du Manifeste de l'indépendance en 1944, et sœur d'un autre signataire du même manifeste, M'hammed Bennani.
De ce mariage naissent cinq enfants: Souad, Leila, Anis, May, Amina.